# Pedro Varela
Pedro José Varela Olivera (departamento de Florida, Uruguai, 22 de fevereiro de 1837 - 1906) foi um sociólogo, jornalista e político uruguaio e presidente interino do Uruguai em 1868 e governador provisório de 1875 a 1876.
Partidário do general Venancio Flores, integrou seu governo e, à data de termo deste governo,exerceu o poder executivo como presidente do senado de 15 de fevereiro a 1 de março de 1868.
Foi senador entre 1868 e 1869 e entre 1871 e 1874. Ocorrido o motim militar de 1875, foi designado como governador provisório, cargo que exerceu até que, enfrentado com Lorenzo Latorre renunciou em 10 de março de 1876.
Durante o governo de Lorenzo Latorre viveu exilado em Buenos Aires retornando logo após para o Uruguai. Sem atividade política posterior, faleceu em 1906 na pobreza e esquecido.